# Bernhard von Beck (Mediziner, 1863)

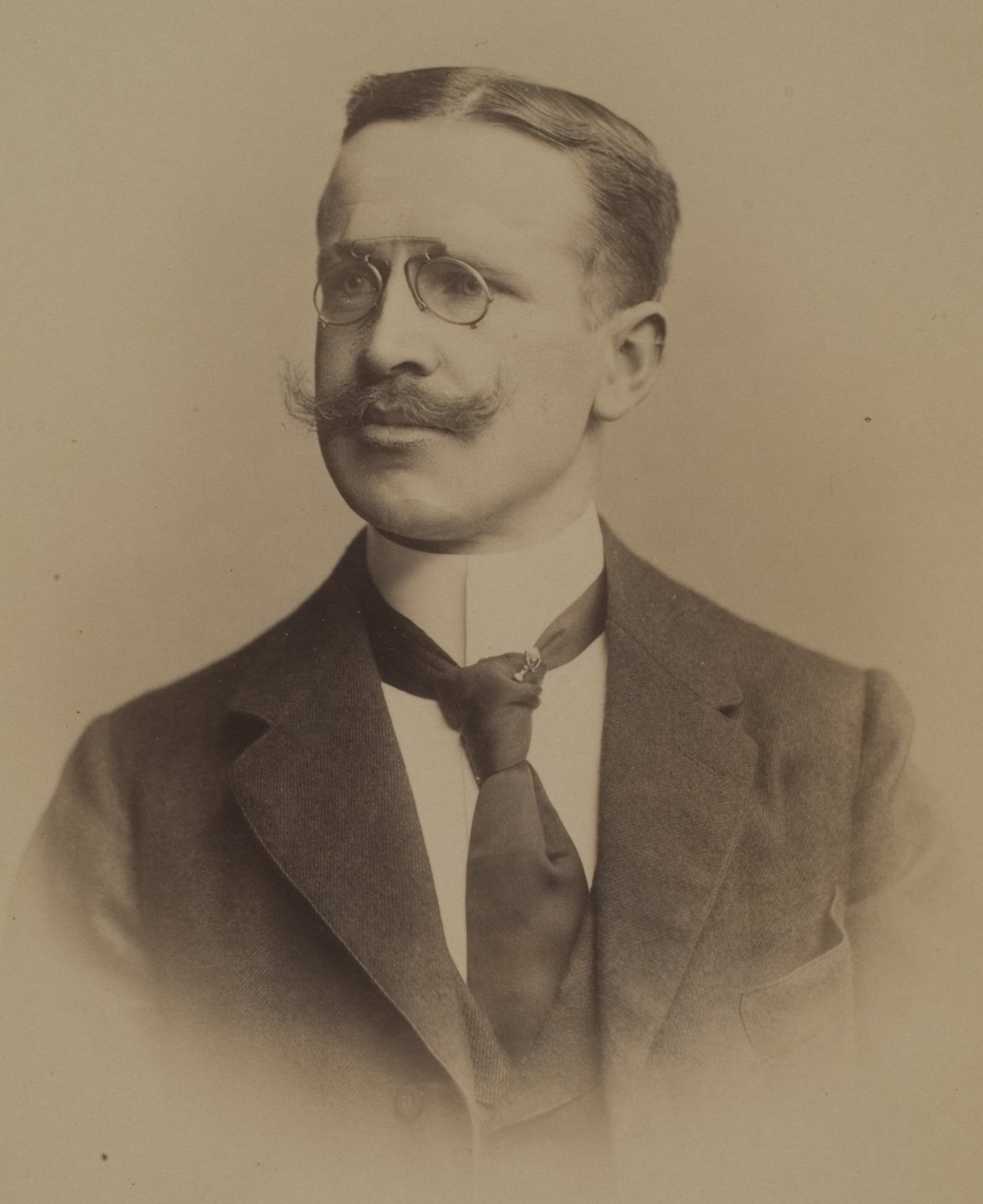
Bernhard von Beck

Bernhard Ferdinand Berthold Rudolph Beck, seit 1884 von Beck (* 23. September 1863 in Freiburg im Breisgau, Großherzogtum Baden; † 29. Dezember 1930 in Karlsruhe, Baden) war ein deutscher Chirurg.

## Leben
Er entstammte einer aus dem Allgäu kommenden Familie, die mit dem Landwirt Peter Beck (1657–1752) in Rottach bei Immenstadt die direkte Stammreihe beginnt, und war der Sohn des gleichnamigen Chirurgen und Generalarztes Bernhard von Beck (1821–1894), der 1884 in den badischen erblichen Adelsstand mit anschließender preußischer Genehmigung erhoben worden war, und dessen zweiter Ehefrau Mathilde Freiin von und zu Bodman (1837–1871). Seine Halbbrüder aus erster Ehe des Vaters waren die beiden preußischen Generalleutnants Ferdinand von Beck (1850–1933) und Richard von Beck (1851–1909).
Bernhard von Beck studierte an der Universität Freiburg Medizin und wurde hier Mitglied des Corps Rhenania. 1889 wurde er nach Verteidigung seiner Dissertationsschrift Die osteoplastische Resection des Kreuzsteissbeines zur Freilegung der inneren weiblichen Sexualorgane behufs Totalexstirpation des Uterus bei Carcinom und entsprechender anderer operativer Eingriffe an der Universität Freiburg zum Dr. med. promoviert. Anschließend war Beck von 1890 bis 1897 Assistenzarzt am Universitätsklinikum Heidelberg. Im Jahr 1897 erfolgte seine Berufung zum Chefarzt der chirurgischen Abteilung am städtischen Krankenhaus in Karlsruhe. Ein Jahr später wurde er dessen Direktor. Beck organisierte Bau und Betrieb des neuen Krankenhauses und setzte sich für den Aufbau des Verwaltungsapparates ein. Er war der eigentliche Planer der Krankenhausanlage an der Moltkestraße. Wegen seiner Verdienste wurde er zum Geheimen Hofrat ernannt.
Beck heiratete am 10. April 1897 in Freiburg Maria Pfeilsticker (* 3. August 1874 in Freiburg; † nach 1941). Das Ehepaar hatte zwei Töchter.

## Ehrungen
Seit 1957 gibt es in Karlsruhe die nach ihm benannte von-Beck-Straße.